# 25. BAFTA-gála
A 25. BAFTA-gálát 1972-ben tartották, melynek keretében a Brit film- és televíziós akadémia az 1971. év legjobb filmjeit és alkotóit díjazta.

## Díjazottak és jelöltek
(a díjazottak félkövérrel vannak jelölve)

### Legjobb film
Átkozott vasárnap
- Halál Velencében
- A közvetítő
- Elszakadás

### David Lean-díj a legjobb rendezésért
John Schlesinger – Átkozott vasárnap
- Luchino Visconti – Halál Velencében
- Joseph Losey – A közvetítő
- Miloš Forman – Elszakadás

### Legjobb elsőfilmes
Dominic Guard – A közvetítő
- Gary Grimes – Kamaszkorom legszebb nyara
- Carrie Snodgress – Diary of a Mad Housewife
- Janet Suzman – Cárok végnapjai

### Legjobb főszereplő
Peter Finch – Átkozott vasárnap
- Dirk Bogarde – Halál Velencében
- Albert Finney – Dilettáns zsaroló
- Dustin Hoffman – Kis nagy ember

### Legjobb női főszereplő
Glenda Jackson – Átkozott vasárnap
- Lynn Carlin – Elszakadás
- Julie Christie – A közvetítő
- Jane Fonda – Klute
- Nanette Newman – Tombol a hold

### Legjobb férfi mellékszereplő
Edward Fox – A közvetítő
- Michael Gough – A közvetítő
- Ian Hendry – Öld meg Cartert!
- John Hurt – Rallington Place 10

### Legjobb női mellékszereplő
Margaret Leighton – A közvetítő
- Jane Asher – Deep End
- Georgia Brown – Tombol a hold
- Georgia Engel – Elszakadás

### Legjobb forgatókönyv
A közvetítő – Harold Pinter
- Dilettáns zsaroló – Neville Smith
- Átkozott vasárnap – Penelope Gilliatt
- Elszakadás – Miloš Forman, John Guare, Jean-Claude Carrière, John Klein

### Legjobb operatőri munka
Halál Velencében
- Hegedűs a háztetőn
- A közvetítő
- Átkozott vasárnap

### Legjobb jelmez
Halál Velencében
- A közvetítő
- Cárok végnapjai
- Beatrix Potter meséi

### Legjobb vágás
Átkozott vasárnap
- Hegedűs a háztetőn
- Az előadás
- Elszakadás

### Anthony Asquith-díj a legjobb filmzenének
Kamaszkorom legszebb nyara – Michel Legrand
- Kis nagy ember – John Hammond
- Shaft – Isaac Hayes
- Traffic – Charles Dumont

### Legjobb díszlet
Halál Velencében
- A közvetítő
- Cárok végnapjai
- Beatrix Potter meséi

### Legjobb hang
Halál Velencében
- Hegedűs a háztetőn
- A közvetítő
- Átkozott vasárnap

### Legjobb rövidfilm
Alaska: The Great Land
- Big Horn
- The Long Memory

### Legjobb speciális film
The Savage Voyage
- Don’t Go Down The...
- A Future For The Past

### Robert Flaherty-díj a legjobb dokumentumfilmnek
The Hellstrom Chronicle
- Death Of A Legend

### Egyesült Nemzetek-díj az ENSZ Alapokmányának egy vagy több elvét bemutató filmnek
Az algíri csata
- Joe Hill balladája
- A háziúr
- Kis nagy ember

### Akadémiai tagság
Freddie Young